# Farinera Vinyals
La Farinera Vinyals és una obra de Girona inclosa a l'Inventari del Patrimoni Arquitectònic de Catalunya.
És un edifici al voltant del pati d'entrada, càrrega i descàrrega, on predomina la torre del dipòsit i d'accessos i que és l'articulació entre els dos cossos principals, el de l'esquerra, de composició simètrica i amb finestres d'arcs rebaixat d'obra vista a la façana principal i a la lateral esquerra, i que clou la façana amb un frontó d'obra vista. El mateix passa amb el segon cos, el de la dreta, de composició simètrica i clos amb frontó també, però ara és l'antiga casa dels propietaris, amb magatzem a sota i habitació a dalt, mentre que l'altre era la nau de la fàbrica. Posteriorment s'afegiren nous cossos, sense importància.